# Complexe de lancement 40

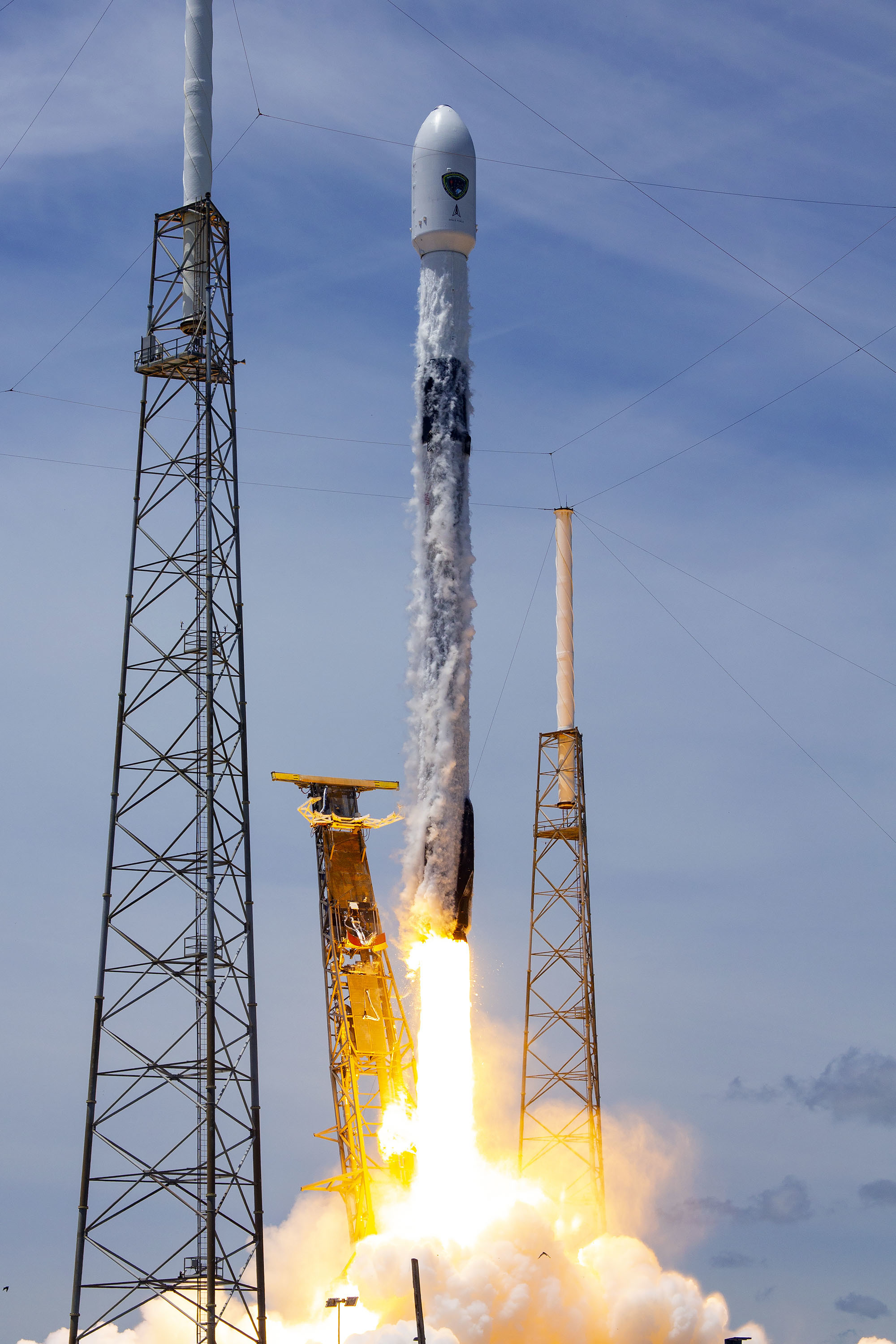
Le SLC-40 le 17 juin 2021, avec une fusée Falcon 9 transportant GPS-III SV-05

Le complexe de lancement 40 (Cape Canaveral Space Launch Complex 40,, SLC-40, parfois prononcé "slick forty") est une aire de lancement située à l'extrémité nord de Cape Canaveral, en Floride (États-Unis). C'est l'aire de lancement est la plus active du monde depuis au moins 2023.
Le site est utilisé par l'United States Air Force pour le lancement de 55 fusées Titan III et Titan IV entre 1965 et 2005.
À partir du 25 avril 2007, l'Air Force loue les installations à l'entreprise SpaceX afin que cette dernière puisse y lancer la fusée Falcon 9. Le premier vol de la Falcon 9 y a lieu le 4 juin 2010 emportant une unité de qualification du vaisseau Dragon.
SpaceX va d'ici 2026 incorporer dans le complexe une, voire deux zones d'atterrissage pour ses fusées Falcon 9, depuis que le site LC-13 qui était occupé par les deux zones d'atterrissage LZ-1 et LZ-2 est réaffecté à des petits lanceurs privés.

## Titan

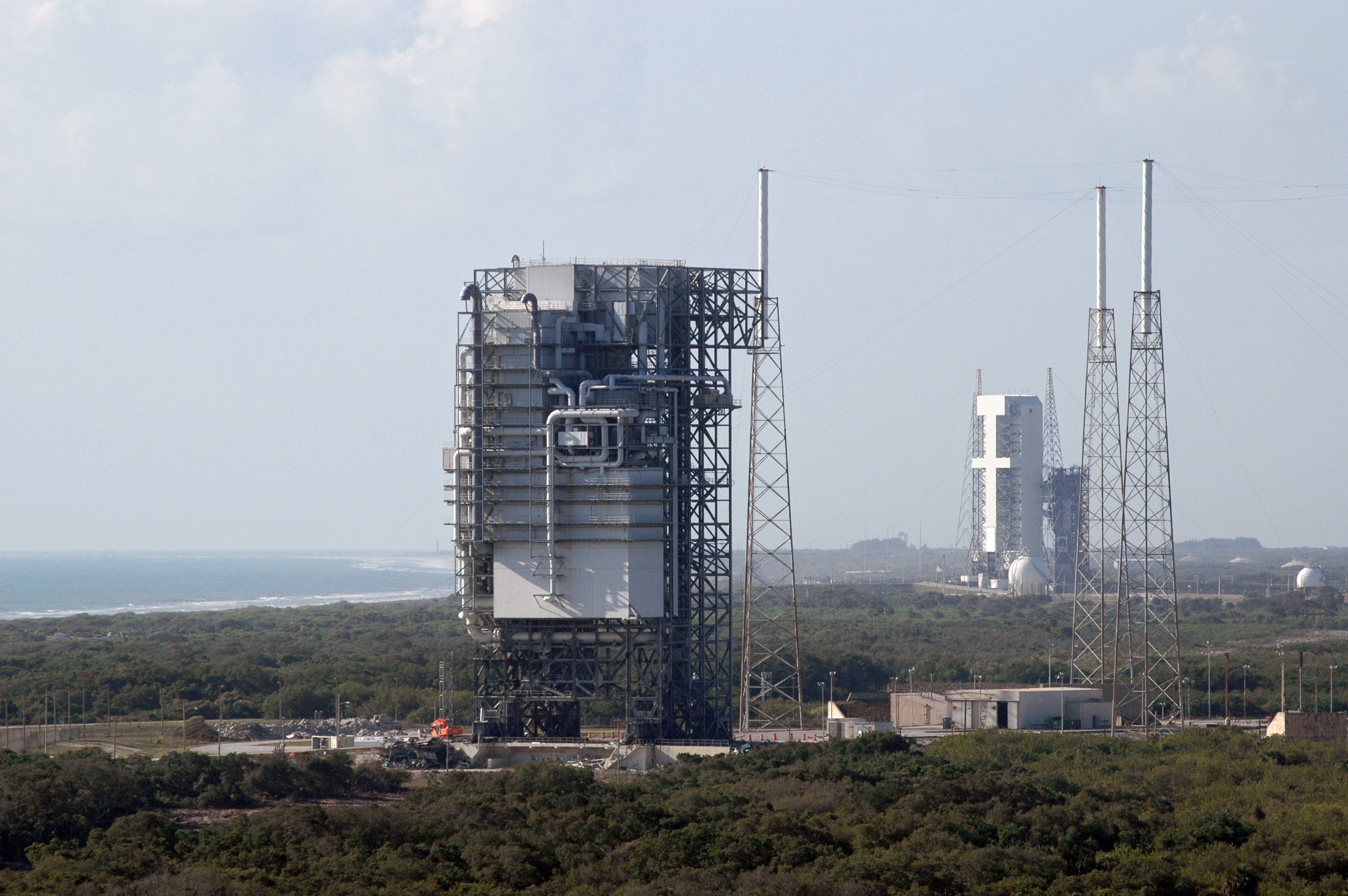
Complexe de lancement 40 avec une tour de lancement mobile pour fusée Titan (2008).

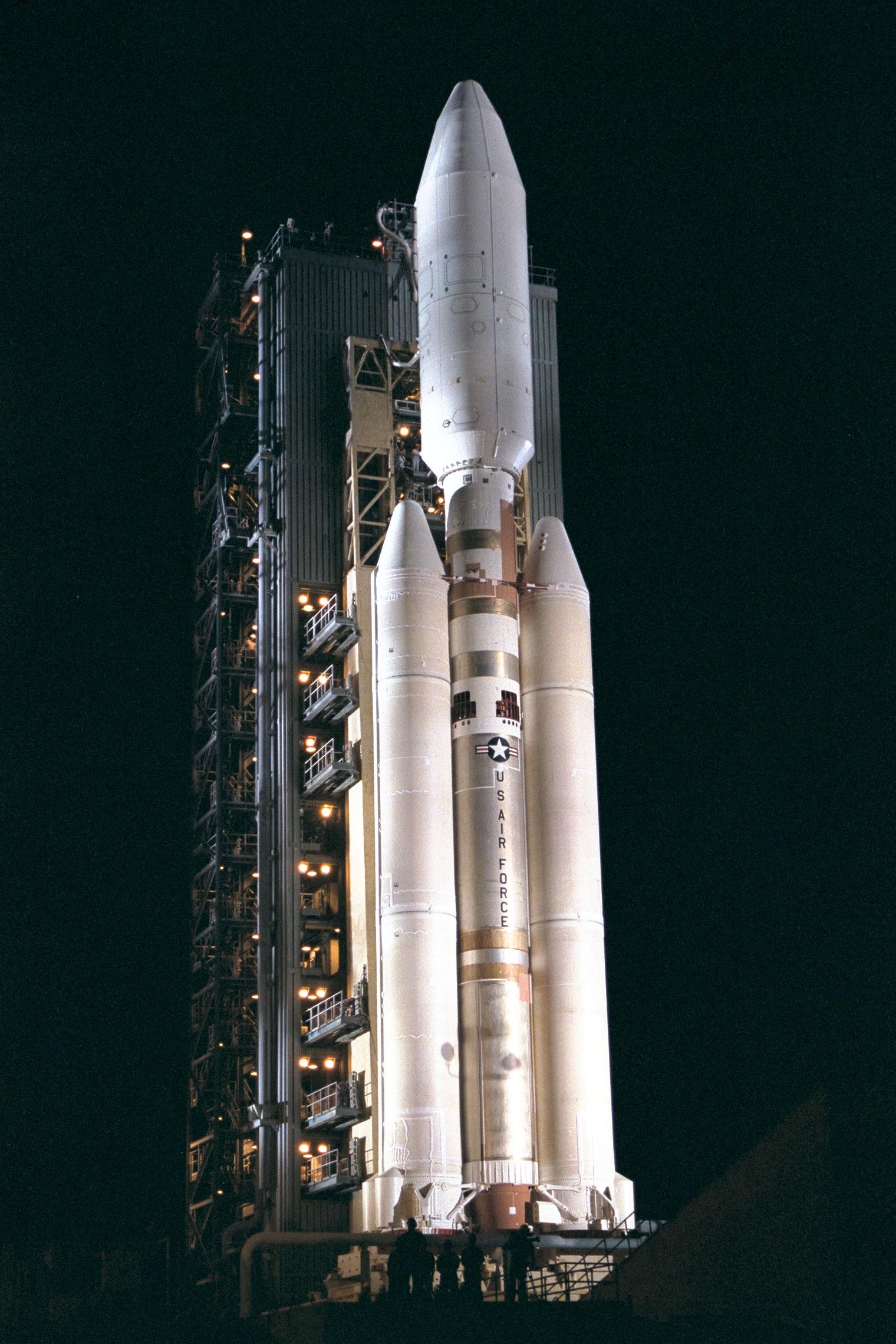
Fusée Titan IV à SLC 40, sur laquelle est montée la sonde Cassini–Huygens (1997)

Le premier lancement de SLC-40 est le premier vol de la fusée Titan IIIC, effectué le 18 juin 1965.
Deux missions interplanétaires ont été lancées à partir de ce site :
- Le véhicule spatial Mars Observer (25 septembre 1992)
- La sonde Cassini–Huygens (15 octobre 1997)

Un total de 30 fusées Titan IIIC, 8 Titan 34D et 17 Titan IV ont été lancées entre 1965 et 2005.
Le dernier lancement de fusée Titan à partir du site est celui du satellite Lacrosse-5, effectué le 30 avril 2005 avec une Titan IVB.
La tour de lancement a été démontée à la fin de l'année 2007 et au début de l'année 2008. La démolition de la Mobile Service Structure (MSS) a été exécutée le 27 avril 2008.

## Falcon 9
La construction d'installations au sol nécessaire au lancement des fusées Falcon 9 de SpaceX débute en avril 2008. Les rénovations comprennent l'installation de réservoirs d'oxygène liquide et de kérosène ainsi que la construction d'un hangar.
Le premier Falcon 9 arrive à SLC-40 à la fin 2008 et est érigé pour la première fois le 10 janvier 2009. Il est mis en orbite avec succès le 4 juin 2010, transportant le Dragon Spacecraft Qualification Unit.
SLC-40 devient un site de lancement du SpaceX Dragon, un vaisseau cargo réutilisable utilisé notamment comme véhicule de ravitaillement de la Station spatiale internationale, puis de son successeur Crew Dragon.
En 2023, SpaceX réaménage le pas de tir pour les vols habités en ajoutant notamment une tour et une passerelle d'accès et un nouveau système d'évacuation d'urgence de l'équipage consistant en un toboggan d'évacuation au lieu du téléphérique utilisé au complexe de lancement 39,. Le premier vol habité est SpaceX Crew-9 le 28 septembre 2024.

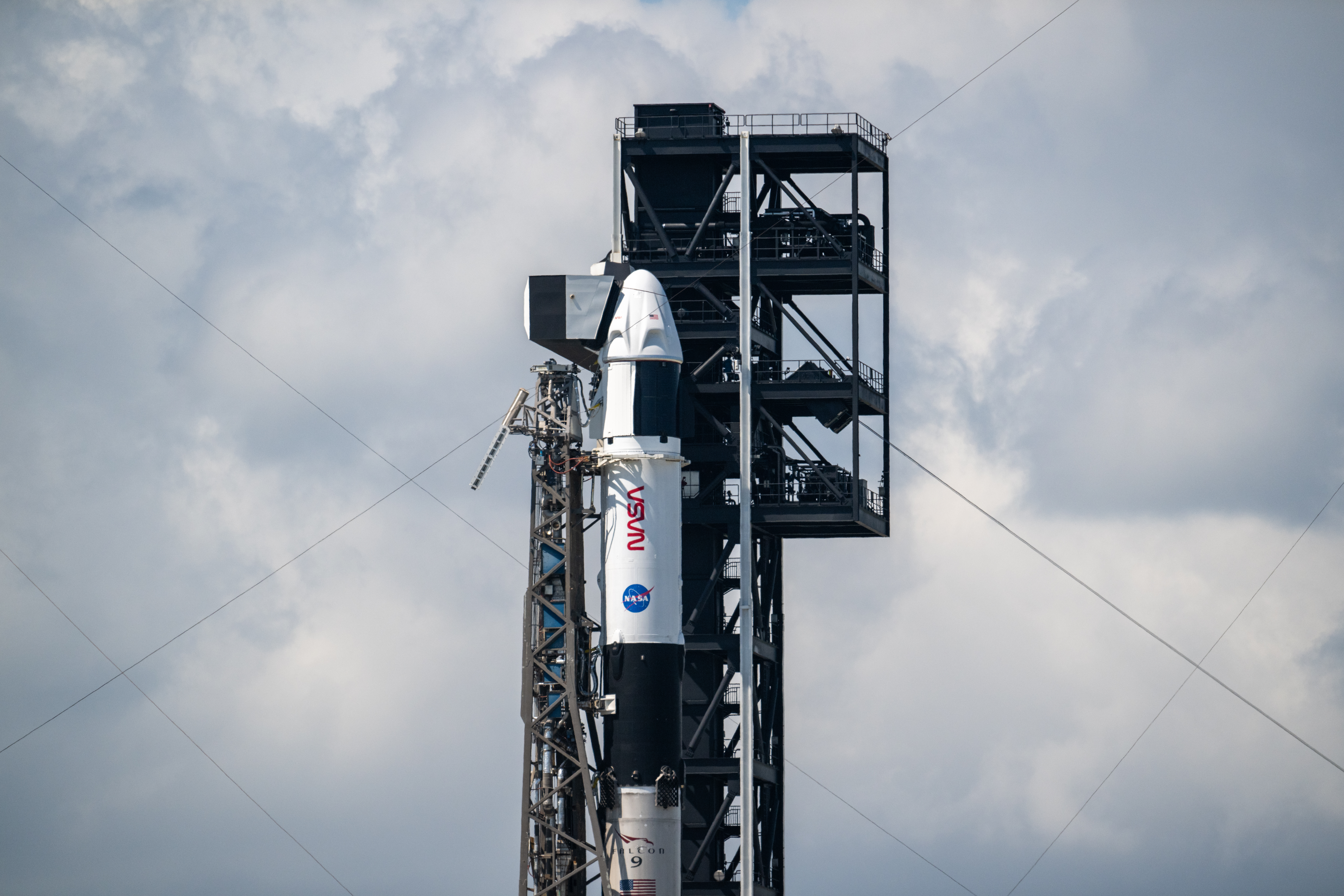
Crew-9 avant son décollage du SLC-40 pour l'ISS